# Thomas Mathiesen
Thomas Mathiesen (ur. 5 października 1933, zm. 29 maja 2021) – norweski socjolog prawa, profesor na Uniwersytecie w Oslo.
W swojej pracy Prison on Trial: A Critical Assesment dokonał wielkiej socjologiczno-historycznej analizy więzienia, więziennictwa i ich ideologii. Jego zdaniem resocjalizacyjny aspekt więzienia mający przywracać jednostce "kompetencję społeczną" czyli zdolność do funkcjonowania w społeczeństwie, w świetle zgromadzonych i przebadanych przez niego świadectw i dokumentów, jest jedynie ideologią i pobożnym życzeniem. Jego zdaniem jest ono przede wszystkim środkiem represji wobec grup i osób o najniższej pozycji społecznej. Ich reprezentacja w więzieniach wielokrotnie przewyższa ich procentowy i dział w społeczeństwie. Co więcej, jako przestępstwa karane więzieniem systemy prawa definiują zawsze najbardziej precyzyjnie czyny popełniane przez osoby o niskiej pozycji społecznej, jako najłatwiejsze do takiego zdefiniowania, i takie czyny takich sprawców najszybciej są karane więzieniem. Im wyżej się wspinamy po drabinie społecznej, tym przestępstwa są mniej precyzyjnie zdefiniowane, kary są mniejsze, prawdopodobieństwo doprowadzenia do prawomocnego wyroku pozbawienia wolności mniejsze. Jego analiza wykazuje, że funkcji resocjalizacyjnej więzienie jako instytucja nie spełniało nigdy w swojej historii.

## Publikacje
- Prison on Trial: A Critical Assesment, London 1990. (Więzienie przed sądem)
- On Globalisation of Control: Towards an Integrated Surveillance System in Europe